# Csangszu kogurjói király
Csangszu (Jangsu) (394 – 491) az ókori Kogurjo (Goguryeo) állam huszadik királya volt. Az apja és az ő uralkodása alatt Kogurjo (Goguryeo) uralta a Koreai-félsziget kétharmadát, Mandzsúriát, az orosz Tengermelléki határterület egy részét, és Belső-Mongólia Autonóm Terület egy részét is, ami példa nélküli a koreai történelemben. Posztumusz nevének jelentése „hosszú életű”.

## Élete
Kvanggetho (Gwanggaeto) király fiaként született Ko Gorjon (Go Go-ryeon) néven 394-ben, 409-ben lett koronaherceg, majd 413-ban, 19 évesen követte apját a trónon.
Csangszu (Jangsu) folytatta apja hódításait. A déli és északi dinasztiák idejében míg az északiakkal harcolt, a déliekkel diplomáciai kapcsolatot vett fel. 427-ben a fővárost Phjongjang (Pyeongyang)ba költöztette, a Tedong (Daedong) folyó partjára. A város évszázadok óta fontos központ volt az előző királyságokban, így ez a stratégiai lépés gazdasági és kulturális szempontból is jelentős volt az ország számára. Pekcse (Baekje) és Silla fenyegetésként élte meg a főváros délebbre költöztetését és a két állam összefogott Kogurjo (Goguryeo) ellen. 472-ben a kínai Vej (Wei)hez fordultak katonai segítségért. Három évvel később azonban Kogurjo (Goguryeo) bevette Pekcse (Baekje) fővárosát, miután egy Kogurjóból (Gorguryóból) küldött buddhista szerzetes, Torim ( 도림, 道琳, Dorim) sikeresen rávette Kero (Gaero) királyt, hogy haszontalan építkezésekre költse az államkincstár tartalékát. A királyt lefejezték, és Pekcse (Baekje) kénytelen volt délebbre költöztetni a központját. Ezt követően Csangszu (Jangsu)  figyelme Silla felé fordult, több kampányban területeket rabolt el tőlük délen.
Csangszu (Jangsu) 97 éves korában hunyt el, a trónon unokája követte Mundzsa (Munja) néven.